# Pachnobia apropitia
Pachnobia apropitia là một loài bướm đêm trong họ Noctuidae.